# ホンダ・シビックフェリオ
シビック フェリオ（CIVIC FERIO）は、本田技研工業がかつて生産、販売していたノッチバックセダン型の小型乗用車である。
日本国内市場において、5代目から7代目までのシビックセダンにこの名称が適用されていた。またシビック セダンとして3世代とも日本国外でも生産された。

## 初代（シリーズ通算5代目）EG7/8/9/EH1/EJ3型（1991-1995年）
- 1991年9月10日に発表された（発売は翌9月11日）。通称「スポーツシビック」。基本的には3ドアと同じようなグレード構成だが、フェリオにはスタンバイ4WDのリアルタイム4WDが設定された。
- 1992年5月に、日本カー・オブ・ザ・イヤー受賞記念車が限定発売された。「VTi」をベースに、運転席パワーシート、キーレスエントリーなどが特別装備されている。
- 1992年9月に、「ETi」に4速AT車と、D15Bシングルキャブレター仕様（91PS）の「ML」が発売された。
- 1993年5月に、特別限定車「ML・X」が発売された。
- 1993年9月に、マイナーチェンジが行なわれた。助手席用のSRSエアバッグが設定され、エアコンの冷媒が変更された。リアルタイム4WDは、ビスカスカップリングからデュアルポンプに変更された。ZC型 1.6L SOHC VTEC（130PS）を搭載し、パワーシート等を装備した「EXi」が追加される など。
- 1993年に、全日本ツーリングカー選手権（JTC）のクラス3に参戦した。
- 1994年から全日本ツーリングカー選手権（JTCC）に参戦した。エンジンは、1994年はインテグラのB18Cを、1995年はプレリュードのH22Aを搭載していたが、コンパクトな車体が災いしタイヤ性能を生かしきれず、かなりの苦戦を強いられた。1996年にはベース車がアコードに変更され、一転して連勝を重ねた。
- 1994年5月に、プリモ店設立10周年を記念し、「MX」をベースとして、マニュアルエアコン、AM/FMラジオチューナー内蔵カセットオーディオ、ハイグレードモケット地シート、ボディ同色電動格納式リモコンドアミラーを標準装備した特別仕様車「MXリミテッド」が発売された。なお、ボディーカラーには、ベース車設定の2色に加え、特別色も設定された。
- 1995年8月に生産終了[1]。在庫対応分のみの販売となる。
- 1995年9月に2代目と入れ替わる形で販売終了。
- このモデルは、警邏用白黒パトロールカー（主に交番配置）や捜査車両として採用されていた。

グレード
- DOHC VTECのB16A（MT車は170PS、AT車は155PS）を搭載した「SiR」（型式：EG9）
- SOHC VTECのD15B（130PS）を搭載した「VTi」（型式：EG8）
- 超低燃費志向のVTEC-EのD15B（94PS）を搭載した「ETi」（型式：EG8）
- CVキャブレター（2連）SOHCのD15B（100PS）を搭載した「MX」（型式：EG8）
- D15B（シングルキャブレター）（91PS）を搭載した「ML」（型式：EG8）
- D13B（キャブレター）（85PS）を搭載した「EL」（型式：EG7）
- SOHC VTECのZC（130PS）を搭載した「EXi」（型式：EJ3）
- リアルタイム4WD仕様には、廉価版でCVキャブレター（2連）SOHCのZC（105PS）を搭載した「RTX」（型式：EH1）
- 「RTX」の上位グレードでINTRACも選べるDOHCのZC（PGM-FI）（130PS）を搭載した「RT-Si」（型式：EH1）
- 乗車定員は「SiR」が4名、その他のグレードが5名。

## 2代目（シリーズ通算6代目）EK2/3/4/5/8/EN2型（1995-2000年）
- 1995年9月4日に発表された（発売は翌9月5日）。通称「ミラクルシビック」。先代も広くスポーティな小型ファミリーカーとして高く評価されており、全体的にはキープコンセプトであった。このフルモデルチェンジでは、このクラスとしては比較的大きかったボディをさらに大きくし、より広い室内を持つこととなった。
- このモデルには、後に姉妹車として、ベルノ店ではインテグラSJ（シビックと同型式のEK3型）、クリオ店では2代目ドマーニ（MB3/4/5型）が発売された。
- 前期型のトップグレードは「Si II」（後期型は「Si」。前期型にも「Si」は存在するが、3ドア「SiR」同様のレースベースモデル）。エンジンは、先代同様のB16Aだが、弱点の低速トルク[注釈 1]特性が若干改善されている。
- 先代のVTEC-Eエンジンと「VTi」のSOHC VTECエンジンの特徴を併せ持ち、3段階バルブ切り替えを可能とした3ステージVTEC[注釈 2]を搭載した「Vi」。「Mi」と「Vi」は、ホンダマルチマチックというCVT仕様である。「継ぎ目のない加速と軽自動車並みの低燃費」を売りにしていた。
- エクステリアは、ハッチバック同様 前期型（E-EK型）と後期型（GF-EK型）ではフロントとリアのデザインが異なる。インテリアでは、カーオーディオが1DIN（前期型）から2DIN（後期型）へ変更された。前期型については、北米仕様以外のバンパーにもモールが装着されている。
- 1996年1月に、先代に続き、第16回日本カー・オブ・ザ・イヤーを受賞した記念の特別仕様車「ML・II」と「Mi・II」が発売された。両タイプとも、CDチェンジャーコントロール機能付AM/FMカセットデッキが装備されたほか、「ML・II」には、電動リモコンドアミラー、パワーウィンドウ、パワードアロック、フルホイールキャップが特別装備され、ボディーカラーに特別色が設定された[注釈 3]。「Mi・II」には、ボディ同色電動格納式リモコンドアミラー、キーレスエントリーが特別装備された。
- 1996年9月5日にマイナーチェンジが実施された。「Si」を除いた全車の運転席と助手席にSRSエアバッグが標準装備されたほか、ABSのオプション設定が、「EL」と「ML」にも拡大された上に[注釈 4]、オプション価格も引き下げられた。なお、「Mi」以上のグレードのリアライセンスガーニッシュがボディ同色になった。
- 1997年2月17日に、排出ガスに含まれる有害物質を従来の1/10レベルまで低減した「ホンダクリーンエアビークル」の第1弾として、「LEV」というグレードが設定された。同年8月22日のマイナーチェンジ時に、オートエアコン、キーレスエントリー、ボディ同色等が装備された「LEV II」も新たに追加された。1998年9月3日には、「Mi」と「ML」にもLEVの技術が適用され「LEV」が廃止された。
- 1997年8月22日に2度目のマイナーチェンジが実施された。これまでオプションだったABSが全車に標準装備され、一部グレードにおいて、装備の充実が施された。さらに、「Vi」のタイヤホイールが14インチにインチアップされた。「Si II」は、「Si」に統合された。
- 1998年6月に、「ホンダクリーンエアビークル」の一環としてシビックフェリオをベースとする天然ガス車「シビックGX」が追加された。航続距離は約330km（10.15モード、ホンダ社内データ）としている。
- 1998年9月3日に、後期型へとマイナーチェンジされた際に、「Vi-RS」というグレードも新設定される。このグレードは「Vi」をベースに、「Si」の外観・足回りを丸ごと採用したという走り志向なセッティングがなされており、標準装備としてフルエアロが奢られる。（リヤウイングはロータイプでハイマウントストップランプ内蔵）15インチのアルミホイールのほか、専用ボディーカラーに、ロイヤルグレープ・パールが設定されている。
- 1999年7月30日に、LEV仕様のモデルが、平成12年排出ガス規制に適合されたことに伴い、「Mi」をベースとした特別仕様車「スペシャルエディション」が発売された。マフラーカッター、フロントアームレスト付大型センターコンソールボックス、ハイグレードCDチェンジャーコントロール機能付AM/FMカセットデッキが特別装備されている。
- 1999年9月28日に、「ML」をベースとし、CDプレーヤー、リアスピーカー、ボディ同色ドアハンドル、ボディ同色電動格納式リモコンドアミラー、ボディ同色リアライセンスガーニッシュ、フロントアームレスト付大型センターコンソールボックス、キーレスエントリーの装備を施した上に、価格を据え置いた特別仕様車「スペリア」が発売された。
- 2000年4月13日に、上記「スペリア」に対して、マフラーカッターなどの特別装備が追加された上に、価格が大幅に引き下げられた特別仕様車「スーパースペリア」が追加発売された。
- 2000年8月[2]に生産終了。在庫対応分のみの販売となる。
- 2000年9月に3代目と入れ替わって販売終了。
- シビックのアフターパーツがほとんど流用可能であるため、カスタムカーのベースとして近年人気が出始めている。また、サスペンションはフロントのみインテグラ(DB,DC)および先代のEG型のものが流用可能である。（リヤは形状が若干異なるため流用不可能）
- 教習車として使用された例がある。

グレード
- DOHC VTECのB16A（MT車は170PS、AT車は155PS）を搭載した「Si」および「Si II」（型式：EK4）
- SOHC 3 Stage VTECのD15B（130PS）を搭載した「Vi」および「Vi-RS」（型式：EK3）
- SOHC 16ValveのD15B（105PS）を搭載した「Mi」および「ML」（型式：EK3）
- D13B（91PS）を搭載した「EL」（型式：EK2）
- 低公害車仕様のSOHC 16ValveのD16A（105PS）を搭載した「LEV」および「LEV II」（型式：EK8）
- リアルタイム4WD仕様で、SOHC 16ValveのD16A（120PS）を搭載した「RTi」（型式：EK5）

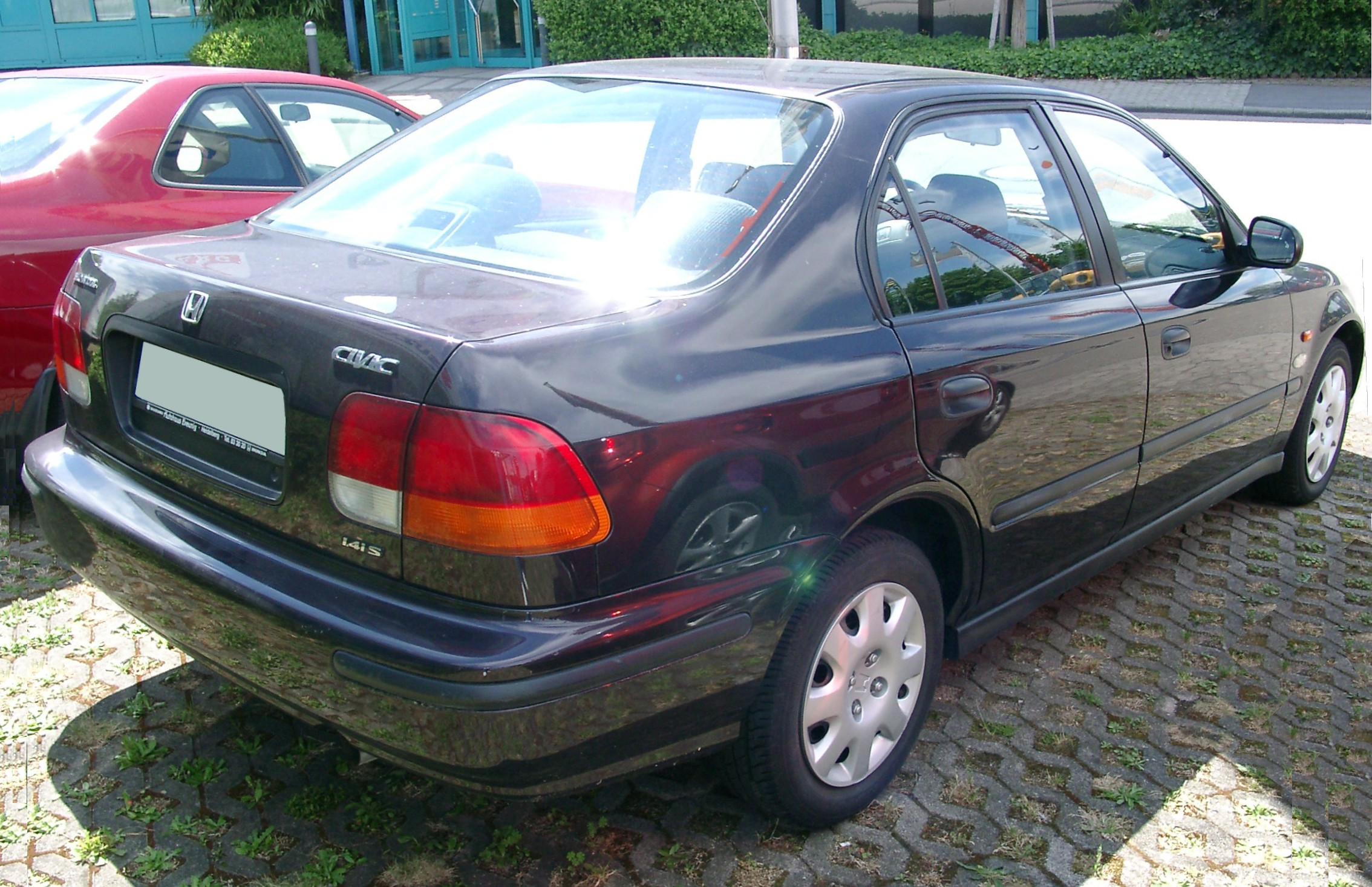
リア

## 3代目（シリーズ通算7代目）ES1/2/3/ET2/EN2型（2000-2005年）
- 2000年9月13日に発表された（発売は翌9月14日）。型式はES型（排ガス規制の対応等で細かく型番が変わっているので、サービスインフォメーションプレートを見れば年式が分かる）。ホイールベースは先代と同じ2,620mmであるが、5ドア車より60mmも短い。
- エンジンは、1.5LがVTEC無、VTEC有、VTEC有リーンバーン仕様の3種類で、1.7LはSOHC VTEC仕様のみであり、先代、先々代のような8,000rpm超のエンジン搭載グレードは存在しない。どのグレードもねじり剛性が80%アップしている。また電動パワーステアリングが採用されている。
- 前期ES3(100-110)型のトップグレードである「RS」は、ローラーフォロワ型ロッカーアームやダイレクトイグニッションなどを採用したD17A型エンジンを搭載し、車体剛性対策としてエンジンルームにはパフォーマンスロッド、トランクにはリアバルクヘッドクロスバーのが装備されている。さらに4輪ディスクブレーキが装着された[注釈 5]。
- 中期(120)型は有機ELメータ、イモビライザー、リアヘッドレスト、丸形テールレンズが装備された。「RS」はセダン型乗用車不振の影響を受け、2003年のマイナーチェンジで廃止された[注釈 6]。
- 後期ES3型では「XL」のみが4輪ディスクブレーキとなったが、MTの設定は「X」のみとなる。7代目シビックで4輪ディスクブレーキは「タイプR」のEP3型はもちろん、フェリオでは「RS」、「XL」、5ドアは「XS」が存在する。5穴16インチホイール化が大きな違いである。
- 前後期ES3型には、鉄製ホイールに違和感のない操作性を実現するため、油圧パワーステアリングに変更された教習車仕様が存在する。スペアタイヤはテンパータイヤではなく鉄製ホイールが搭載される。
- 4WD仕様車以外は、リアフロアに凹凸がなくフラットな形状であるが、5ドア・ハッチバックとは違いインパネシフトは採用されなかった。なお4ドアもインパネシフトを採用する予定であったが、アメリカ既存価値を大切にしたため幻となった（新型シビックのすべてP24 4段目）。フルフラットフロアによる居住性の高さが、日本カー・オブ・ザ・イヤー受賞にも貢献した（限定モデルも発売されている）[注釈 7]。
- 2001年2月8日、「iE」をベースにCDプレーヤーや木目調センターパネル、革巻きステアリングホイールなどを装備した特別仕様車「日本カー・オブ・ザ・イヤー／RJCカーオブザイヤー受賞記念特別仕様車」を発売[3]。
- 2001年6月7日、「RS」をベースにデュアルサイズCD／MDコンポ＋4スピーカー、革巻ステアリングホイールを装備した特別仕様車「スタイルエディション」を発売[4]。
- 2001年12月14日に、フェリオをベースにしたシビックハイブリッド（ES9型）がデビューした。外観など 特に目立った変更はなく目新しさが感じられないという意見もあるが、もともと当該フェリオのcd値0.30とかなり低く、空力性能に優れている。さらにフロント下部にはアンダーフロアパネルを装着し、トランクリッドには専用エアスタビライザーを装備するなど空力を追求している。同時に、代替燃料である天然ガスを使用し国土交通省「超－低排出ガス」認定を取得した新型「シビック GX」が発表された。
- 2002年10月17日、1.7Lエンジン搭載の上級グレード「XL」が追加[5]。
- 2003年9月18日に、後期型へマイナーチェンジされた際に、1.5LのCVT仕様車が廃止となった。「X」（1.7L）が新設定された。
- 2005年2月17日、「X」および「X4」をベースにオーディオレス設定、内外装の変更を加えた特別仕様車「スペシャルエディション」を発売[6]。
- 2005年8月に生産終了[7]。在庫対応分のみの販売となる。
- 2005年9月に、シビックが8代目にモデルチェンジされた際に、販売終了。8代目は日本国内でのラインアップがセダンのみになったため、「フェリオ」の名称は消滅した。なお、日本仕様で8代目以降のシビックは全車3ナンバーモデルになるため、5ナンバーセダンは既存のフィットアリアに統合された。

グレード
- SOHC VTECのD17A（130PS）を搭載した「RS」、「X」および「XL」（型式：ES3）
- SOHC VTECリーンバーンのD15B（105PS）を搭載した「iE」（型式：ES1）
- SOHC 16ValveのD15B（105PS）を搭載した「B」および「C」（型式：ES1）
- リアルタイム4WD仕様で、SOHC 16ValveのD15B（105PS）を搭載した「B4」および「C4」（型式：ES2）
- 「B4」の上位グレードで、SOHC VTECのD15B（115PS）を搭載した「L4」（型式：ES2）
- 「L4」の上位グレードで、SOHC VTECのD17A（130PS）を搭載した「X4」（型式：ET2）

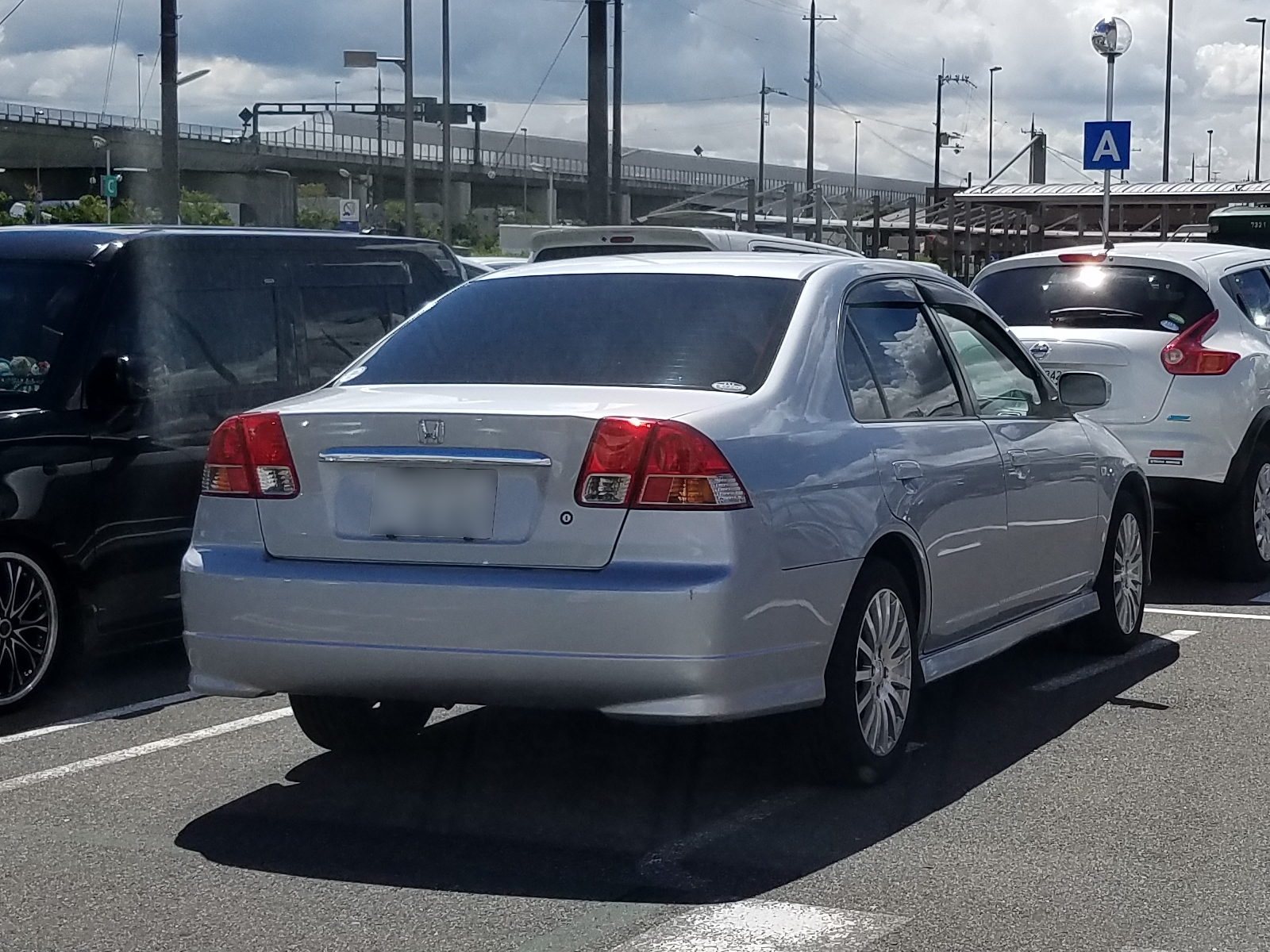
後期型・リア
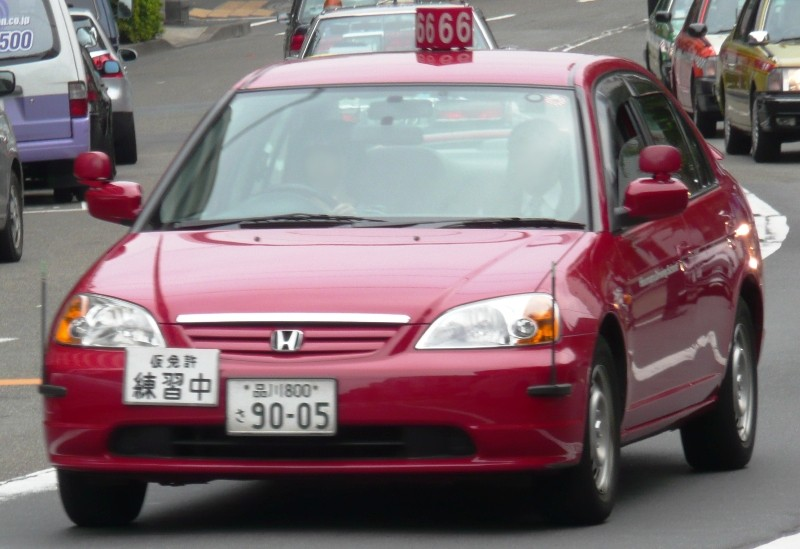
教習車仕様
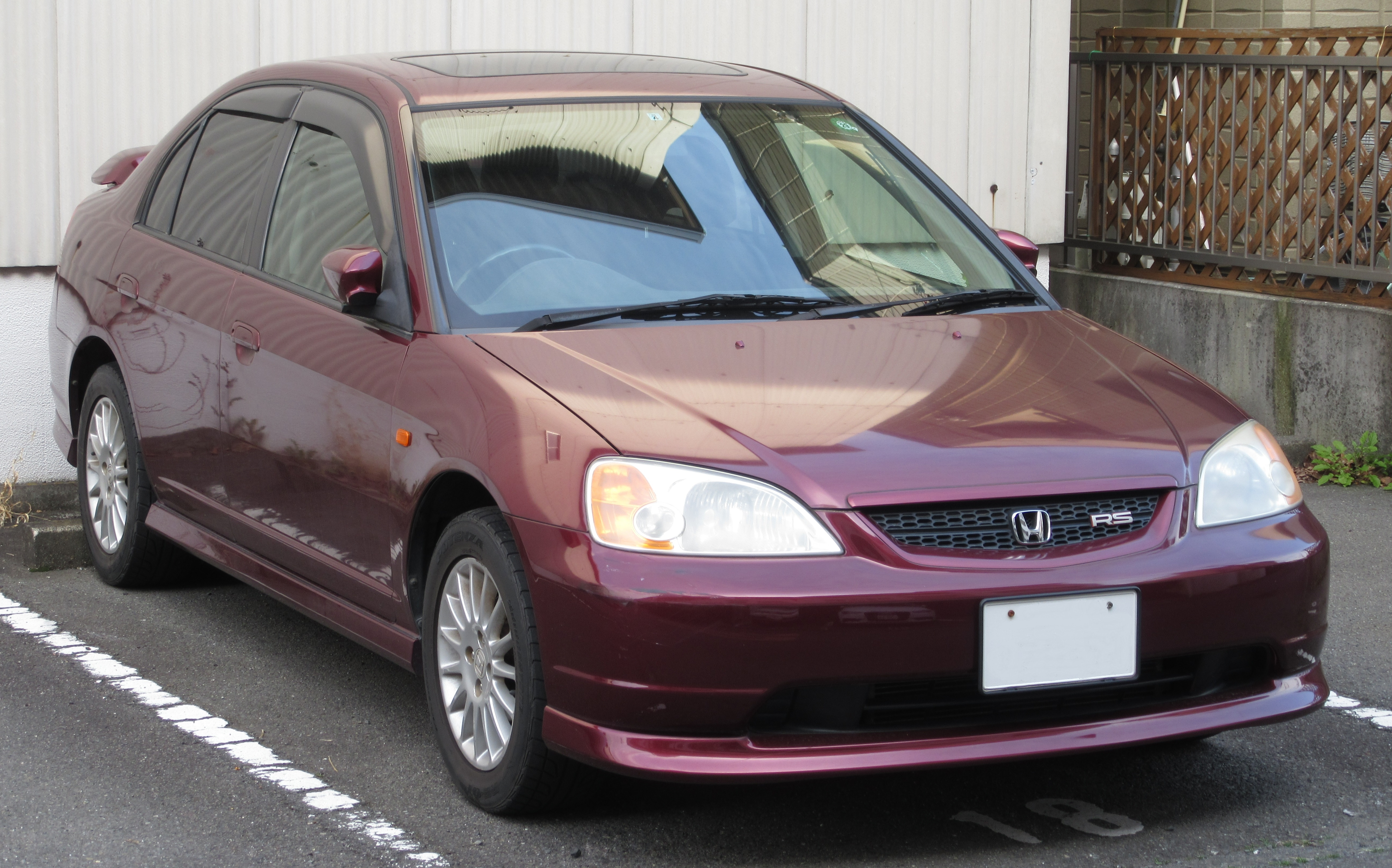
2000年9月販売型 RS

## 搭載エンジン
ホンダ・D13B型
- エンジン種類:水冷直列4気筒横置き
- 弁機構:SOHCベルト駆動 吸気2 排気2
- 最高出力:85PS/6,300rpm
- 最大トルク:10.7kgf·m/4,500rpm
- 総排気量:1,343cc
- 内径×行程:75.0mm×76.0mm
- 圧縮比:9.3
- 燃料供給装置形式:キャブレター
- 使用燃料種類:無鉛レギュラーガソリン
- 燃料タンク容量:45L

ホンダ・D15B型（キャブレター仕様）
- エンジン種類:水冷直列4気筒横置き
- 弁機構:SOHCベルト駆動 吸気2 排気2
- 最高出力:100PS/6,300rpm
- 最大トルク:12.8kgf·m/4,500rpm
- 総排気量:1,493cc
- 内径×行程:75.0mm×84.5mm
- 圧縮比:9.2
- 燃料供給装置形式:キャブレター（CVデュアルキャブ）
- 使用燃料種類:無鉛レギュラーガソリン
- 燃料タンク容量：初代D13B型を参照

ホンダ・D15B型（VTEC-E仕様）
- エンジン種類:水冷直列4気筒横置き
- 弁機構:SOHCベルト駆動 吸気2 排気2 VTEC-E
- 最高出力:94PS/5,500rpm
- 最大トルク:13.4kgf·m/4,500rpm
- 総排気量:1,493cc
- 内径×行程:75.0mm×84.5mm
- 圧縮比:9.3
- 燃料供給装置形式:電子制御燃料噴射式（ホンダPGM-FI）
- 使用燃料種類:無鉛レギュラーガソリン
- 燃料タンク容量：初代D13B型を参照

ホンダ・D15B型（VTEC仕様）
- エンジン種類:水冷直列4気筒横置き
- 弁機構:SOHCベルト駆動 吸気2 排気2 VTEC
- 最高出力:130PS/6,800rpm
- 最大トルク:14.1kgf·m/5,200rpm
- 総排気量:1,493cc
- 内径×行程:75.0mm×84.5mm
- 圧縮比:9.3
- 燃料供給装置形式:電子制御燃料噴射式（ホンダPGM-FI）
- 使用燃料種類:無鉛レギュラーガソリン
- 燃料タンク容量：初代D13B型を参照

ホンダ・B16A型
- エンジン種類:水冷直列4気筒横置き
- 弁機構:DOHCベルト駆動 吸気2 排気2 VTEC
- 最高出力:170PS/7,800rpm（MT）、155PS/7,300rpm（AT）
- 最大トルク:16.0kgf·m/7,300rpm（MT）、15.6kgf·m/6,500rpm（AT）
- 総排気量:1,595cc
- 内径×行程:81.0mm×77.4mm
- 圧縮比:10.4
- 燃料供給装置形式:電子制御燃料噴射式（ホンダPGM-FI）
- 使用燃料種類:無鉛プレミアムガソリン
- 燃料タンク容量:初代D13B型を参照

ホンダ・D13B型
- エンジン種類:水冷直列4気筒横置き
- 弁機構:SOHCベルト駆動 吸気2 排気2
- 最高出力:91PS/6,300rpm
- 最大トルク:11.6kgf·m/4,800rpm
- 総排気量:1,343cc
- 内径×行程:75.0mm×76.0mm
- 圧縮比:9.1
- 燃料供給装置形式:電子制御燃料噴射式（ホンダPGM-FI）
- 使用燃料種類:無鉛レギュラーガソリン
- 燃料タンク容量:45L

ホンダ・D15B型
- エンジン種類:水冷直列4気筒横置き
- 弁機構:SOHCベルト駆動 吸気2 排気2
- 最高出力:105PS/6,400rpm
- 最大トルク:13.6kgf·m/4,500rpm
- 総排気量:1,493cc
- 内径×行程:75.0mm×84.5mm
- 圧縮比:9.4
- 燃料供給装置形式:電子制御燃料噴射式（ホンダPGM-FI）
- 使用燃料種類:無鉛レギュラーガソリン
- 燃料タンク容量:2代目D13B型を参照

ホンダ・D15B型（3Stage VTEC仕様）
- エンジン種類:水冷直列4気筒横置き
- 弁機構:SOHCベルト駆動 吸気2 排気2 3Stage VTEC
- 最高出力:130PS/7,000rpm
- 最大トルク:14.2kgf·m/5,300rpm
- 総排気量:1,493cc
- 内径×行程:75.0mm×84.5mm
- 圧縮比:9.6
- 燃料供給装置形式:電子制御燃料噴射式（ホンダPGM-FI）
- 使用燃料種類:無鉛レギュラーガソリン
- 燃料タンク容量:2代目D13B型を参照

ホンダ・D16A型（LEV仕様）
- エンジン種類:水冷直列4気筒横置き
- 弁機構:SOHCベルト駆動 吸気2 排気2
- 最高出力:105PS/6,400rpm
- 最大トルク:14.3kgf·m/4,600rpm
- 総排気量:1,590cc
- 内径×行程:75.0mm×90.0mm
- 圧縮比:9.4
- 燃料供給装置形式:電子制御燃料噴射式（ホンダPGM-FI）
- 使用燃料種類:無鉛レギュラーガソリン
- 燃料タンク容量:2代目D13B型を参照

ホンダ・D16A型（VTEC仕様）
- エンジン種類:水冷直列4気筒横置き
- 弁機構:SOHCベルト駆動 吸気2 排気2 VTEC
- 最高出力:120PS/6,400rpm
- 最大トルク:14.7kgf·m/5,000rpm
- 総排気量:1,590cc
- 内径×行程:75.0mm×90.0mm
- 圧縮比:9.4
- 燃料供給装置形式:電子制御燃料噴射式（ホンダPGM-FI）
- 使用燃料種類:無鉛レギュラーガソリン
- 燃料タンク容量:2代目D13B型を参照

ホンダ・B16A型
- エンジン種類:水冷直列4気筒横置き
- 弁機構:DOHCベルト駆動 吸気2 排気2 VTEC
- 最高出力:160PS/7,600rpm
- 最大トルク:15.5kgf·m/7,000rpm
- 総排気量:1,595cc
- 内径×行程:81.0mm×77.4mm
- 圧縮比:10.2
- 燃料供給装置形式:電子制御燃料噴射式（ホンダPGM-FI）
- 使用燃料種類:無鉛プレミアムガソリン
- 燃料タンク容量:2代目D13B型を参照

ホンダ・D15B型
- エンジン種類:水冷直列4気筒横置き
- 弁機構:SOHCベルト駆動 吸気2 排気2
- 最高出力:105PS/5,800rpm
- 最大トルク:13.8kgf·m/4,200rpm
- 総排気量:1,493cc
- 内径×行程:74.0mm×84.5mm
- 圧縮比:9.4
- 燃料供給装置形式:電子制御燃料噴射式（ホンダPGM-FI）
- 使用燃料種類:無鉛レギュラーガソリン
- 燃料タンク容量:50L（FF）、45L（4WD）

ホンダ・D15B型（VTEC仕様）
- エンジン種類:水冷直列4気筒横置き
- 弁機構:SOHCベルト駆動 吸気2 排気2 VTEC
- 最高出力:115PS/6,500rpm
- 最大トルク:14.2kgf·m/4,800rpm
- 総排気量:1,493cc
- 内径×行程:74.0mm×84.5mm
- 圧縮比:9.9
- 燃料供給装置形式:電子制御燃料噴射式（ホンダPGM-FI）
- 使用燃料種類:無鉛レギュラーガソリン
- 燃料タンク容量:3代目D15B型を参照

ホンダ・D15B型（リーンバーン仕様）
- エンジン種類:水冷直列4気筒横置き
- 弁機構:SOHCベルト駆動 吸気2 排気2 VTEC
- 最高出力:105PS/5,800rpm
- 最大トルク:14.2kgf·m/4,200rpm
- 総排気量:1,493cc
- 内径×行程:74.0mm×84.5mm
- 圧縮比:10.2
- 燃料供給装置形式:電子制御燃料噴射式（ホンダPGM-FI）
- 使用燃料種類:無鉛レギュラーガソリン
- 燃料タンク容量:3代目D15B型を参照

ホンダ・D17A型
- エンジン種類:水冷直列4気筒横置き
- 弁機構:SOHCベルト駆動 吸気2 排気2 VTEC
- 最高出力:130PS/6,300rpm
- 最大トルク:15.8kgf·m/4,800rpm
- 総排気量:1,668cc
- 内径×行程:75.0mm×94.4mm
- 圧縮比:9.9
- 燃料供給装置形式:電子制御燃料噴射式（ホンダPGM-FI）
- 使用燃料種類:無鉛レギュラーガソリン
- 燃料タンク容量:3代目D15B型を参照

## 車名の由来
- エスペラント語（人造語）で「休日」。